# 音羽美咲
音羽 美咲（おとわ みさき - ）は、日本のローカルタレント・レポーター。主に出身地の千葉県東葛地域を中心に活動していた。

## 来歴・人物
中央学院高等学校卒業。趣味は、読書、歌舞伎鑑賞、映画鑑賞、ヨガ、茶道。

## 出演作

### 過去の出演番組
くらしの探索を除き、千葉テレビ放送（チバテレ）で放送された番組はテレビ局自体は制作に関与しておらず、個人事務所のBarracuda制作番組であった。またこれらの番組でのCM（後述する桜田の建築会社をはじめとした、東葛地域の企業が中心）は、他のチバテレの番組では放送されず、これらの番組限定で放送されていた。
- 陽の目をみたい!（J:COM東関東・2006年）（パーソナリティ、レポーター）
- デイリー中野ゴー!ゴー!5チャンネル（JCN中野）（月曜日担当キャスター）
- おまちどうさま（千葉テレビ放送・（2006年10月〜2007年3月）（パーソナリティ、レポーター）
- 今山住建くらしの探索（千葉テレビ放送・毎週日曜日8:30〜8:45、2007年4月〜2008年3月31日）（パーソナリティ、レポーター） - 後に『くらしの探索II』『くらしの探索III』として、小堺翔太が担当し番組は継続していた。
- おしえてあげる!（千葉テレビ放送・毎週日曜日8:30〜8:45）（パーソナリティ、レポーター）
- 出番ですよ!(千葉テレビ放送・毎月第2第4土曜正午12:00〜）（パーソナリティ、司会）
- フライデーナイトフィーバー（千葉テレビ放送・毎週金曜22:15〜）（パーソナリティ、レポーター）
- 土曜BangBang!（千葉テレビ放送・毎週土曜9:30〜10:00）（パーソナリティ、レポーター）
- サタCHIBAプロジェクト（千葉テレビ放送・2011年11月 - 2012年4月・毎週土曜9:30〜10:00）（パーソナリティ、レポーター）
放送当時は元衆議院議員の肩書きで、柏市を範囲とする千葉県第8区を拠点とする桜田義孝監修の番組。第1回（2011年11月5日放送）では桜田と元内閣総理大臣（当時）の安倍晋三との対談に参加した。なお、後に2012年に行われた衆議院選挙で桜田が衆議院議員に返り咲き、安倍も再度内閣総理大臣に就任した。
- サタスタ（千葉テレビ放送・2012年8月 - 2013年3月・毎週土曜9:30〜10:00）（パーソナリティ、レポーター）
- 土曜BangBang! II（千葉テレビ放送・2013年4月 - 2014年6月・毎週土曜9:30〜10:00）（パーソナリティ、レポーター）
番組後半では、下記の「出番ですよ!」も行われている。「出番ですよ!」には桜塚やっくんがメンバーの1人である「美女♂menZ」がレギュラー出演している。桜塚やっくんは2013年10月5日に交通事故で死亡したが、生前の収録分が没後も放送されている。
なお、『土曜BangBang!』は2015年より夫婦漫才師の「チューチューチュー」がMCとなっており、地域情報や番組内CMも東葛地域中心から千葉市周辺が中心となった。2016年4月からはタイトル自体も「チューチューチュー」の冠番組の『月刊ちばチュー』となった。
- 日曜BangBang!（千葉テレビ放送・2015年）（パーソナリティ、レポーター）
後述の『土曜BangBang!』の日曜版として放送。

### 映画
- 『雪月物語』（2005年12月）（久子役、下北沢トリウッドにて上映）

### CD
- 『PRINCESS BUNNY』（『フライデーナイトフィーバー』オープニングテーマ）
- 『STAR GATE』（「『フライデーナイトフィーバー』エンディングテーマ）
- 『Ptential』（ハワイアンシンガー葛西Changとのユニット、ほっぴぃはっぴぃとして）

### 楽曲
- 『明日天気にな〜れ』『大きな木』（「土曜BangBang！」オープニングテーマとエンディングテーマ）